# مناهج التدريس المفتوحة
إن المناهج التدريسية المفتوحة (بالإنجليزية: OpenCourseWare)‏ هي دروس تعليمية أُنتجت في الجامعات ونشرها عبر الانترنت دون مقابل.

## التاريخ
بدأت حركة المناهج التدريسية المفتوحة في عام 1999 حيث بادرت جامعة توبيغنجامعة توبنغن في ألمانيا بنشر فيديوهات لمحاضرات عبر الإنترنت  ..كما أن حركة المناهج التدريسية المفتوحة هي حركة اقلاع حيث بدأ انطلاق هذه المناهج في معهد ماساشوستس للتكنولوجيا معهد ماساتشوستس للتقنية (في تشرين الأول /أكتوبر 2002) وهذه الحركة سرعان ما عززت اطلاق مشاريع مماثلة في عدة جامعات منها ييل جامعة ييل (جامعة ميتشيجان جامعة ميشيغان)وجامعة كاليفورنيا بيركلي جامعة كاليفورنيا (بركلي) .
هذا وحسب وجهة نظر معهد ماساشوستس للتكنولوجيا ’’فإن المنطق وراء المناهج التدريسية المفتوحة هو تعزيز تعلم الإنسان في انحاء العالم من خلال توفر المعرفة عبر الإنترنت ’’.
وذكر معهد ماساشوستس للتكنولوجيا أيضاً أن ذلك سوف يسمح للطلاب كليا ولا يقتصر على طلاب العهد ذاته ليصبحوا أفضل الفئات تحضيرا حتى انهم سيكونو أكثر مشاركة عبر الفئة الواحدة، ومنذ ذلك الحين ظهر عدد من الجامعات التي أنشئت مشاريع المناهج التدريسية المفتوحة على غرار معهد ماساشوستس للتكنولوجيا وقد قامت مؤسسة ويليام وفلورا هيولت William and Flora Hewlett Foundation بتمويل هذه المشاريع.

## المبادئ الاساسية
ذكرت مواقع ائتلاف المناهج التدريسية المفتوحة مشروعاً للمناهج التدريسية المفتوحة قائم على النحو التالي:
- المنشورات الرقمية الحرة هي منشورات من مواد تعليمية عالية الجودة ومنظمة كدورات ممنهجة.
- متاحة الاستخدام والتكيف تحت رخصة مفتوحة مثل ترخيص المشاعات الابداعية.
- عادة لا تقدم شهادة أو وصول إلى كلية.[14]

## إيديكس{edx}
أعلن معهد ماساشوستس للتكنولوجيا وجامعة هارفارد عن تشكيل مشروع إيديكس (edx) على نطاق واسع عبر مناهج الإنترنت المفتوحة والضخمة (MOOC) وذلك بعد عشر سنوات من الظهور الأول للمناهج التدريسية المفتوحة بهدف تقديم برنامج دورات عبر الإنترنت في مجموعة من التخصصات تصل إلى جمهور واسع من العالم دون أي اجر.هذه المبادرة الجديدة القائمة على أساس مشروع معهد ماساشوستس للتكنولوجيا قد تم الإعلان عنها في عام 2011 وتقدم مفاهيم المناهج التدريسية المفتوحة من خلال تقديم دورات رسمية أكثر تنظيما للطلاب عبر الانترنت بما في ذلك بعض الحالات لاحتمالية كسب شهادات إئتمان أكاديمية قائمة بالإشراف على الامتحانات في الأكاديمية.
الميزة الأساسية لمشروع {إيديكس} هو قدرة الطلاب على التفاعل مع بعضهم ومع مدرسيهم في منتديات الإنترنت وبالتالي يساهم كل طالب في تقييم عمل الآخر وقد يشارك في بعض هيئات التدريس عبر الإنترنت وبالإضافة إلى ذلك فإن {edx} هو استخدام برنامج بحوث تجريبية لدعم وتقييم العديد من المفاهيم في التعلم عبر الانترنت.

## المشكلات
المشكلة بأن الإبداع والتعديلات الرئيسية الشاملة لمناهج التدريس المفتوحة تتطلب بداية جوهرية واستثمارات مستمرة للعمل البشري.
ان الترجمة الفعالة للغات الأخرى والسياق الثقافي يتطلب استثمار أكثر للمعرفة عند طاقم العاملين، وهذا واحد من أسباب أن اللغة الإنكليزية تبقى اللغة السائدة، والمناهج التدريسية المفتوحة هي أقل الخيارات المتاحة في اللغات الأخرى.
كما ان برنامج المناهج التدريسية المفتوحة على الويكي (SlideWiki)  تعنون هذه المسائل من خلال نهج حشد المصادر (تعهيد جماعيapproach) .

## اقرأ أيضا
- إيديكس